# Liste der Monuments historiques in Laignes (Côte-d’Or)
Die Liste der Monuments historiques in Laignes führt die Monuments historiques in der französischen Gemeinde Laignes auf.

## Liste der Immobilien
| Bezeichnung            | Beschreibung                                                                                     | Standort                   | Kennzeichnung | Schutzstatus | Datum | Bild           |
| ---------------------- | ------------------------------------------------------------------------------------------------ | -------------------------- | ------------- | ------------ | ----- | -------------- |
| Café Les Chiens Blancs | neugotisches Geschäftshaus, Mitte oder zweite Hälfte des 19. Jahrhunderts; mit Schaufensterfront | 15 place Victor Gat (Lage) | PA00135222    | Inscrit      | 1995  | weitere Bilder |
| Kirche St-Didier       | ab dem 12. Jahrhundert                                                                           | Rue de l’Eglise (Lage)     | PA00112501    | Classé       | 1930  | weitere Bilder |

## Liste der Objekte
| Bezeichnung                             | Beschreibung                                                 | Standort                       | Kennzeichnung | Schutzstatus | Datum | Bild |
| --------------------------------------- | ------------------------------------------------------------ | ------------------------------ | ------------- | ------------ | ----- | ---- |
| Skulptur Heilige Barbara                | Kalkstein, farbig gefasst, erste Hälfte des 16. Jahrhunderts | in der Kirche St-Didier (Lage) | PM21001346    | Classé       | 1964  |      |
| Skulptur Heiliger Josef mit Jesusknaben | Kalkstein, farbig gefasst, erste Hälfte des 16. Jahrhunderts | in der Kirche St-Didier (Lage) | PM21001346    | Classé       | 1964  |      |
| Pietà                                   | Kalkstein, farbig gefasst, bezeichnet 1564                   | in der Kirche St-Didier (Lage) | PM21001348    | Classé       | 1964  |      |
| Skulptur Heiliger Rochus                | Kalkstein, farbig gefasst, 16. Jahrhundert                   | in der Kirche St-Didier (Lage) | PM21001349    | Classé       | 1964  |      |